# Tom Sawyer & Huckleberry Finn
Tom Sawyer & Huckleberry Finn è un film del 2014 diretto da Jo Kastner e tratto dal romanzo Le avventure di Tom Sawyer e dal suo seguito Le avventure di Huckleberry Finn di Mark Twain.

## Trama
Tom Sawyer e l'amico Huckleberry Finn sono testimoni di un omicidio. I due fuggono sulla Jackson Island e fanno un patto di non rivelare a nessuno quanto hanno visto. Tuttavia, quando il buon Muff Potter viene accusato del delitto e condannato a morte, Tom rompe la sua promessa e ritorna in città per scagionare Muff Potter. Joe, l'Indiano, il vero assassino, riesce a fuggire dal tribunale. Poco tempo dopo, Tom e Huck si trovano a dover nuovamente affrontare Joe, l'Indiano.

## Produzione

### Riprese
Il film è stato girato in Bulgaria nell'agosto 2011.

## Nominations
| Anno | Manifestazione                         | Categoria                                                 | Ricevente    | Risultato   |
| ---- | -------------------------------------- | --------------------------------------------------------- | ------------ | ----------- |
| 2015 | International Film Music Critics Award | Best Original Score for an Action/Adventure/Thriller Film | Robert Gulya | Candidato/a |